# Dreamcast-kiegészítők
A Sega Dreamcast-hoz több kiegészítőt adott ki a Sega és más cégek is.

## VGA adapter
Ezzel a Dreamcast felbontása 480p-s (640x480, 60 képkocka) lesz. Ezen az adapteren egy VGA bemenet és egy AV kimenet található. Nem csak a Sega gyártott ilyen adaptereket.
A Dreamcast játék VGA kompatibilis. Sok észak-amerikai és európai játékot nem lehet egyből VGA módban indítani.

## Visual Memory
A Visual Memory, vagy "VM" (Amerikában "Visual Memory Unit", Japánban "Visual Memory System"), A Dreamcast memóriakártyája. Egy monokróm LCD kijelző, egy D-Pad és 4 gomb található rajta. A VM-re lehetett minijátékokat tölteni a Dreamcast játékokból. Két VM-et össze lehet kötni, hogy adatokat lehessen átmásolni az egyik kártyáról a másikra. A Resident Evil játékokban a játékos életereje a VM kijelzőjén látható.
"Sima" memóriakártyákat is lehetett vásárolni. Ezek legtöbbjét nem a Sega gyártotta, de a Sega kiadta a 4X memóriakártyát (HKT-4100). A 4X kártyákon ugyan nem volt kijelző, de négyszer több adatot volt képes tárolni.
A VM az elemeket nagyon gyorsan lemerítette, és nem volt bővíthető a memóriája ezért nem lett olyan nagy siker mint azt a Sega várta. Ha a kontrollerbe volt csatlakoztatva nem kellett hozzá elem. A mentéseket flash memórián tárolta, így az elemek lemerülésével nem tűntek el az adatok.

## Kontrollerek és a Rumble Pack
A legtöbb Dreamcast játék támogatja a Rumble Pack-et (rezgés), vagy más néven a Jump Pack-et. Japánban "Puru Puru Pack"-nek hívják ezt a kiegészítőt.
A Dreamcast kontroller hasonló a Sega Saturn analóg kontrolleréhez. A kontrolleren egy analóg, egy D-pad, egy Start gomb és 4 akció gomb van (A, B, X, Y, kettővel kevesebb, mint a Saturn kontrollerén), és 2 analóg trigger. Van rajta két nyílás ahova memóriakártyákat és a rumble pack-et lehet helyezni, és egy kis ablak is van a kontrolleren amin keresztül a VM képernyőjét lehet látni. A Dreamcast kontrollere nagyobb mint a többi konzoloké.

## Dreamcast egér és billentyűzet
A Dreamcast egeret és billentyűzetet az interneten való böngészéshez lehet használni, de néhány játék is támogatja, mint például a The Typing of the Dead, a Quake 3, a Phantasy Star Online és a Railroad Tycoon 2.

## Horgászbot
A Sega adta ki ezt a mozgásérzékeny horgászbotot. Amerikai játékok amik használták: Sega Bass Fishing (Japánban Get Bass), Sega Bass Fishing 2 (Japánban Get Bass 2), Sega Marine Fishing és a Reel Fishing: Wild (Japánban Fish Eyes Wild). A Lake Masters Pro és a Bass Rush Dream játékokat csak Japánban adták ki. A horgászbotot a Soulcalibur és a Tennis 2K2 játékokban is lehet használni.

## Mikrofon
A mikrofon hasonló szürke műanyagból készült mint a VM. A kontroller VM csatlakozójába lehet csatlakoztatni. A mikrofont a Planetweb 2.6-os verziója, az európai Planet Ring kollekció, az Alien Front Online és a Seaman játékhoz (Japánban ez volt a második játék ami használt ilyet, az első a Nintendo 64-re kiadott Hey You, Pikachu!) lehet használni. A mikrofont a Seaman-nel, az Alien Front Online-nal, a Kiteretsu Boys Gan Gagan-nal és a Planetweb-bel egy csomagban árulták, de a Sega külön is árulta (#HKT-7200).

## Fénypisztoly
A Sega fénypisztolyát valószínűleg a Ámokfutás a Columbine High Schoolban miatt nem adta ki Amerikában, sőt még a konzolokat olyan védelemmel is ellátták, hogy ne lehessen a fénypisztolyt használni. Több cég is készített fénypisztolyt az amerikai Dreamcast-hoz. Az egyik a Mad Catz Dream Blaster-e volt, ami Amerikában a hivatalos fénypisztoly lett.

## Arcade irányító
Egy digitális joystick és 6 gomb van rajta és ugyanolyan a felépítése mint az arcade gépekben találhatóaknak. A rossz minőségű joystick miatt csak kevés játékhoz volt használható.
Az ASCII cég kiadott egy másik arcade irányítót is amin kényelmesebbek a gombok és pontosabb a joystick.

## Dupla botkormány
A Cyber Troopers Virtual-On Oratorio Tangram nevű játékhoz adták ki, hogy precízebben lehessen irányítani.

## Dreameye
Egy digitális kamera amit csak Japánban adtak ki.

## Dream Karaoke
Egy Karaoke kiegészítő amit csak Japánban adtak ki. Ez egy mikrofon volt amibe be volt építve egy modem. Karaoke számokat lehetett vele letölteni; de ezeket a számokat nem mentette el így mindig újra le kellett tölteni őket. 2006-ban megszűnt ez a szolgáltatás.

## Samba de Amigo kontroller
A Sega készített egy speciális maraca kontrollert a Samba de Amigo játékhoz.

## Densha De Go! 2 kontroller
Egy speciális kontroller amit csak a Densha de Go! játékhoz lehet használni. Csak Japánban árulták.

## Dreamcast Midi Kábel
Egy speciális kábel amivel midi eszközöket (szintetizátor, dob) lehet csatlakoztatni a Dreamcast-hoz. Csak egyetlen játék támogatja ezt a kiegészítőt, a csak Japánban kiadott O-TO-I-RE Music Sequencer.

## Törölt kiegészítők
A Sega ki akart adni egy nagy kapacitású VMU/MP3 lejátszót, DVD lejátszót, és egy Zip drive meghajtót. Ezek közül hivatalosan egyiket sem adták ki.